# Manchester (Minnesota)
Manchester – miasto w Stanach Zjednoczonych, w stanie Minnesota, w hrabstwie Freeborn.